# Hans-Günther Bigalke
 Hans-Günther Bigalke  (* 23. Februar 1933 in Celle; † 19. April 2019 ebenda) war ein deutscher Mathematiker. Er war einer der Pioniere der Didaktik der Mathematik in Deutschland und Mitbegründer der Gesellschaft für Didaktik der Mathematik.

## Leben und Forschung
Bigalke wuchs in Eldingen bei Celle auf, wo sein Vater Lehrer war. Nach dem Abitur 1952 studierte er in Hannover Mathematik, Philosophie und Erziehungswissenschaften. 1957 wurde er Studienreferendar, 1958 Studienassessor, 1962 Studienrat und unterrichtete an der Elsa-Brändström-Schule (Hannover).
1967 promovierte er bei Theodor Kaluza mit der Dissertation: Stetigkeitsuntersuchungen an gewissen unendlichen Graphen. Es war eine Arbeit, die über eine graphentheoretische Interpretation der Dualzahldarstellung der reellen Zahlen deren ordnungstheoretischen und topologischen Eigenschaften nachbildet und einen besonderen Einblick in die Strukturen des grundlegenden Zahlenbereichs der Mathematik und des Mathematikunterrichts der Oberstufe bietet.
Von 1968 bis 1971 entwickelte er ein Förderprogramm „Zur Stellung der Mathematik und Naturwissenschaften im Bildungswesen der Bundesrepublik, insbesondere zur Ausbildung und Fortbildung von Mathematikern und Naturwissenschaftlern im Höheren Schuldienst“. Es sollte die mangelhafte fachdidaktische Ausbildung in der Lehramtsausbildung behoben werden und durch sein Engagement wurden die Didaktiken an den Universitäten und Hochschulen etabliert.
1972 wurde er ordentlicher Professor an der ehemaligen Pädagogischen Hochschule Niedersachsen und von 1978 bis 1998 war er Universitätsprofessor an der Leibniz Universität Hannover im ehemaligen Fachbereich Erziehungswissenschaften, Lehrgebiet Mathematik. Über eine Mathematikdidaktik, die sich zunehmend empirisch orientierte und den Bezugswissenschaften näher war als der Mathematik, äußerte er sich in den letzten Jahren resigniert: „Es gibt keinen Wissenschaftler, mit dem der Mathematikdidaktiker enger zusammenarbeiten muss, als den Mathematiker.“
Nach seiner Emeritierung schrieb er zwei Bildbände über Fachwerkhäuser.

## Mitgliedschaften
- Deutsche Mathematiker-Vereinigung
- Gesellschaft für Didaktik der Mathematik

## Veröffentlichungen (Auswahl)
- mit Heinrich Heesch: Kristallgeometrie, Parkettierungen, Vierfarbenforschung. Birkhäuser, Basel 1988, ISBN 3-7643-1954-2.
- Heinrich Heesch: Gesammelte Abhandlungen. Herausgegeben von Hans-Günther Bigalke. Bad Salzdetfurth: Franzbecker 1986, ISBN 3-88120-157-2.
- Kugelgeometrie mit dem Computer. Weingarten PH, 1998.
- Reguläre Parkettierungen. Mit Anwendungen in Kristallographie, Industrie, Baugewerbe, Design und Kunst, ISBN 978-3411167111.
- Thesen zur Theoriendiskussion in der Mathematikdidaktik, Springer, 2013.
- Lernzielbegleiteter statt lernzielorientierter Mathematikunterricht. In: Praxis der Math., 21 (1979) S. 6–14.
- Sinn und Bedeutung der Mathematikdidaktik. In: Zentralblatt f. Did. d. Math., 6 (1974) 109–115.
- Geschnitzte Bilder und Figuren an Fachwerkhäusern in Deutschland von 1450 – 1700. Kulturkreis Fachwerk, 2008.
- Fachwerkhäuser: Verzierungen an niederdeutschen Fachwerkbauten und ihre Entwicklung in Celle, Kulturkreis Fachwerk im Celler Land e.V.s, 2000, ISBN 978-3-87706-588-4.